# Gymnothorax minor
Gymnothorax minor är en fiskart som först beskrevs av Temminck och Schlegel, 1846.  Gymnothorax minor ingår i släktet Gymnothorax och familjen Muraenidae. Inga underarter finns listade i Catalogue of Life.